# Baorisa hieroglyphica
Baorisa hieroglyphica là một loài bướm đêm thuộc họ Noctuidae. Its genus Baorisa was long thought to be monotypic. Nó được tìm thấy ở parts of đông bắc Ấn Độ và đông nam châu Á.

## Hình ảnh

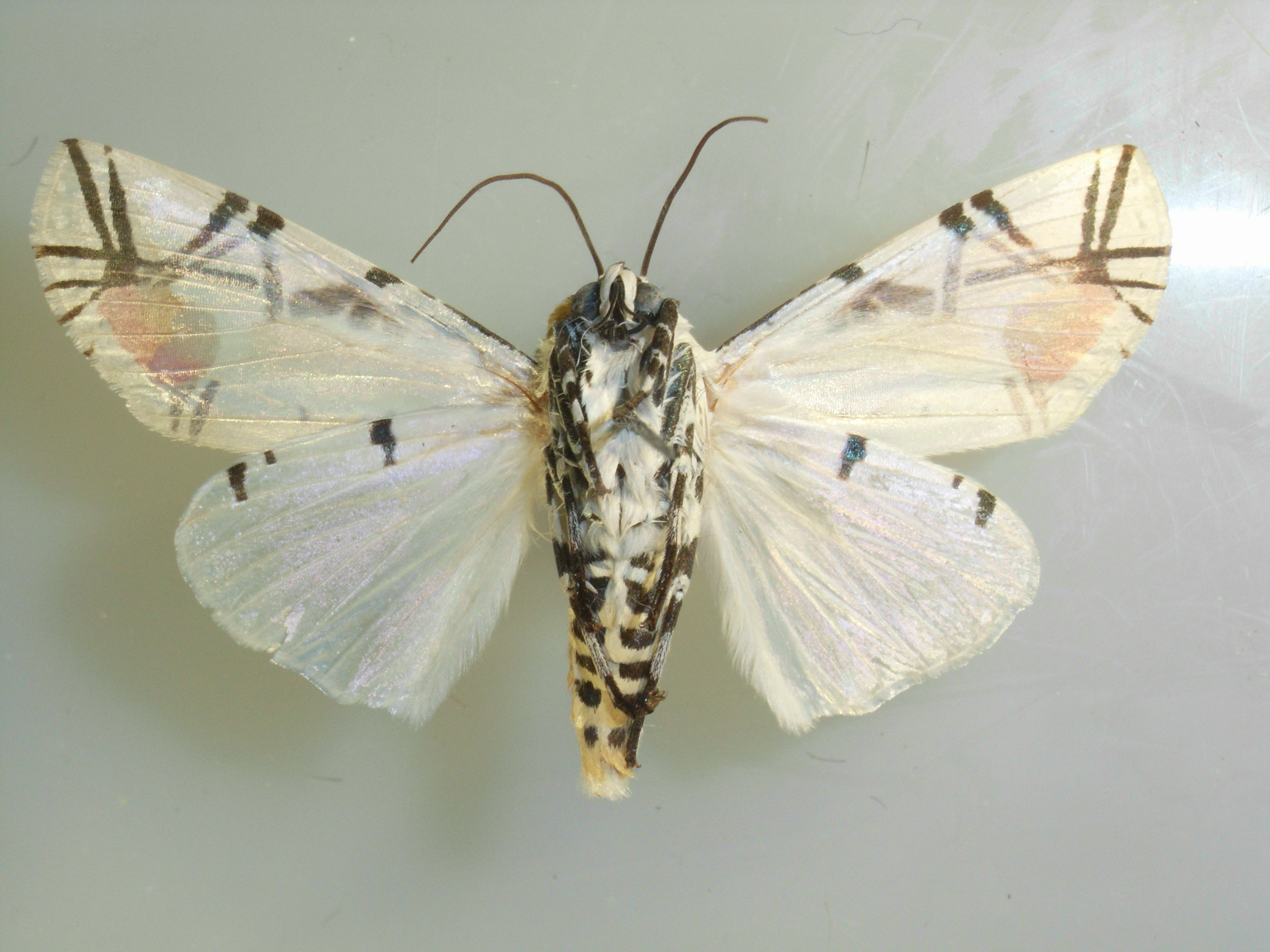